# Eduardo Adelino da Silva
Eduardo Adelino da Silva (* 13. Oktober 1979 in Rio de Janeiro) ist ein brasilianischer Fußballspieler, der momentan in den USA für die San José Earthquakes spielt. 

## Karriere
Eduardo Adelino da Silva begann seine Karriere in seinem Heimatverein CR Vasco da Gama im Jahr 1999. Zuerst begann er in der Reservemannschaft. Dort glänzte er durch seine gute Chancenverwertung und wurde mit 20 Jahren in die erste Mannschaft hochgezogen. Bei jedem Spiel im Profiteam war eine ständige Verbesserung erkennbar. Jedoch absolvierte er nur drei Spiele und erzielte dabei kein Tor. Seine guten Leistungen machten auch viele Vereine in Europa auf ihn aufmerksam. So wechselte er im Jahr 2000 zu Sporting Charleroi. Im ersten Jahr gelang es ihm wiederum, zu überzeugen und er begeisterte den Vorstand und die Fans. Auch bis 2003 war er immer gesetzter Stammspieler und erzielte in 84 Spielen insgesamt 24 Tore.
2003 wechselte er dann zum französischen Verein FC Toulouse. Der Trainer war überzeugt von der Schnelligkeit und der Passgenauigkeit Eduardos. Dort probierte er auch eine neue Position aus und zwar das linke Mittelfeld. Er bewies sich auf dieser Position und bekam einen Stammplatz. Er verlor seinen Stammplatz, als mehrere Neuverpflichtungen hinzu kamen.
Im Januar 2005 wurde er für eineinhalb Jahre an den FC Basel verliehen. Zuerst nahm er nur auf der Ersatzbank Platz, jedoch sicherte er sich nach guten Leistungen als Einwechselspieler einen Stammplatz. Nach Ende der Leihfrist und sechs Toren in 29 Spielen, wurde der Stürmer fest verpflichtet. Am 18. Juni 2009 verließ er den FC Basel, nachdem Manager Thorsten Fink ihm keine Vertragsverlängerung anbot.
Am 10. Februar 2010 unterschrieb er einen Vertrag bei den San José Earthquakes in der Major League Soccer.

## Titel und Erfolge
CR Vasco da Gama
- Taça Rio: 1999
- Taça Guanabara: 2000
- Copa Mercosur: 2000
- Torneio Rio-São Paulo: 1999
- Campeonato Brasileiro de Futebol: 2000

FC Toulouse
- Ligue 2: 2003

FC Basel
- Schweizer Meister: 2005, 2008
- Schweizer Cupsieger: 2007, 2008
- Uhren Cupsieger: 2006, 2008